# (9869) Yadoumaru
(9869) Yadoumaru (1992 CD1) – planetoida z grupy pasa głównego asteroid okrążająca Słońce w ciągu 3,63 lat w średniej odległości 2,36 j.a. Odkryta 9 lutego 1992 roku.